# Limpias
Limpias és un municipi de la Comunitat Autònoma de Cantàbria situat en el curs baix de la Vall de l'Asón. Limita amb els municipis de Voto i Colindres a l'oest, Laredo al nord, Liendo a l'est i Ampuero al sud.

## Demografia
| 1900  | 1910  | 1920  | 1930  | 1940  | 1950  | 1960  | 1970  | 1980  | 1990  | 2000  | 2005  |
| ----- | ----- | ----- | ----- | ----- | ----- | ----- | ----- | ----- | ----- | ----- | ----- |
| 1.474 | 1.484 | 1.464 | 1.644 | 1.840 | 2.005 | 1.502 | 1.264 | 1.166 | 1.202 | 1.344 | 1.497 |

Font: INE